# Crocanthes micradelpha
Crocanthes micradelpha is een vlinder uit de familie van de Lecithoceridae. De wetenschappelijke naam van de soort is voor het eerst geldig gepubliceerd in 1897 door Lower.